# Archivo Municipal de Toledo
El Archivo Municipal de Toledo es un servicio público de carácter administrativo especializado en la gestión y tratamiento de los documentos producidos y recibidos por el Ayuntamiento de la ciudad en el ejercicio de sus funciones, a lo largo de su historia, y que han sido conservados para su utilización en la gestión administrativa, la información ciudadana, la proyección cultural y la investigación científica. Junto con el fondo documental municipal conserva otros de origen público y privado y algunas colecciones.

## Contexto cultural y geográfico

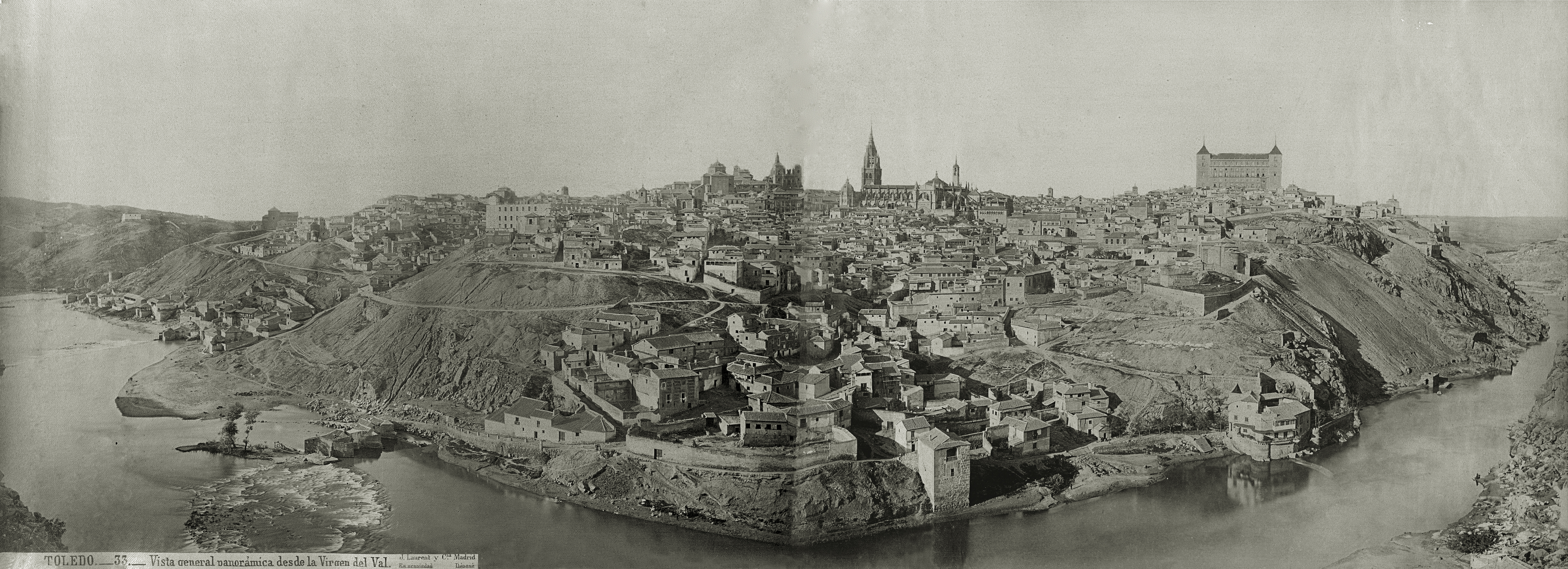
Vista panorámica desde la Virgen del Valle hacia 1875

La ciudad de Toledo fue tomada por las tropas del rey castellano Alfonso VI en el año 1085. El primer documento que se conserva en la ciudad se data en el año 1086 y pertenece a la Catedral de Toledo. Desde entonces y a lo largo de la Edad Media fue la principal ciudad castellana de la submeseta sur, por su importancia económica y demográfica, siendo, además, sede de la Corte itinerante y lugar de celebración de las Cortes, en muchas ocasiones. Con el traslado de la capitalidad a Madrid en 1561, Toledo inició un periodo de decadencia aliviado por la presencia de conventos y monasterios, junto con la Catedral Primada. La actividad manufacturera se apoyaba en una estructura gremial muy consolidada en la que destacaban los artesanos vinculados a la actividad textil, especialmente a la seda.

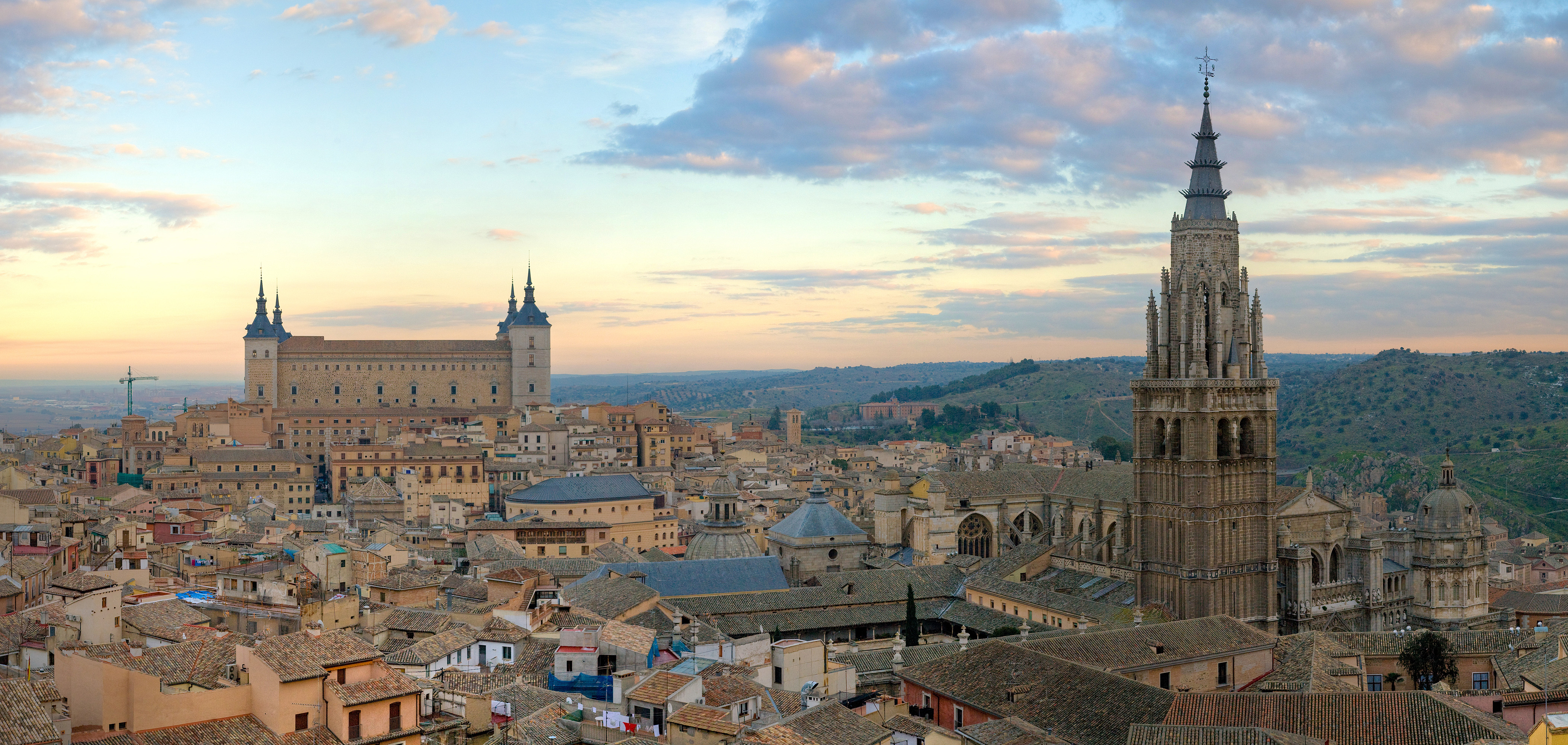
Panorámica de Toledo en la actualidad

En el siglo XVIII se estableció en la ciudad la Real Fábrica de Armas que dinamizaría el tejido industrial durante más de dos siglos. La vinculación con el ejército se afianzó en el XIX al convertirse en sede de centros de instrucción militar, auspiciados por el Estado. Ya a finales de ese siglo el turismo empezó a convertirse en el principal motor económico al haber sabido conservar un patrimonio arquitectónico y artístico excepcional, y buena parte de la obra del Greco, pintor universal.
En 1986, Toledo es declarada por la Unesco Ciudad Patrimonio de la Humanidad.
El Archivo Municipal está integrado dentro de la estructura organizativa del Ayuntamiento de Toledo desde sus orígenes, aunque no tendrá un profesional a su cuidado y de manera continua hasta 1860.
El ámbito geográfico al que se refieren los documentos conservados en su Archivo Municipal da cuenta de esa historia. Toledo desde mediados del siglo XIII y hasta comienzos del XIX ejerció la jurisdicción señorial sobre un amplio territorio conocido como Los Montes de Toledo que sobrepasaba por el sur el actual límite provincial. Y al ser sede de la capital de la Intendencia en el siglo XVIII también custodia documentos generados en pueblos de su antigua provincia.
En cuanto al ámbito cronológico, el documento más antiguo se data en el año 1136. Su número crece progresivamente hasta la actualidad.

## Historia de la institución que custodia los fondos de Archivo
La historia del Archivo Municipal de Toledo se inicia con la existencia de una estancia donde se ubicaban las arcas del concejo para custodiar documentos de la que se tiene constancia ya a fines del siglo XV, con el nombre de “quadra de escripturas”. Dado que se conservan documentos desde 1136, pocos años después de la toma de la ciudad por las tropas de Alfonso VI, es obvio que desde entonces se tomaron medidas para conservar su patrimonio documental.

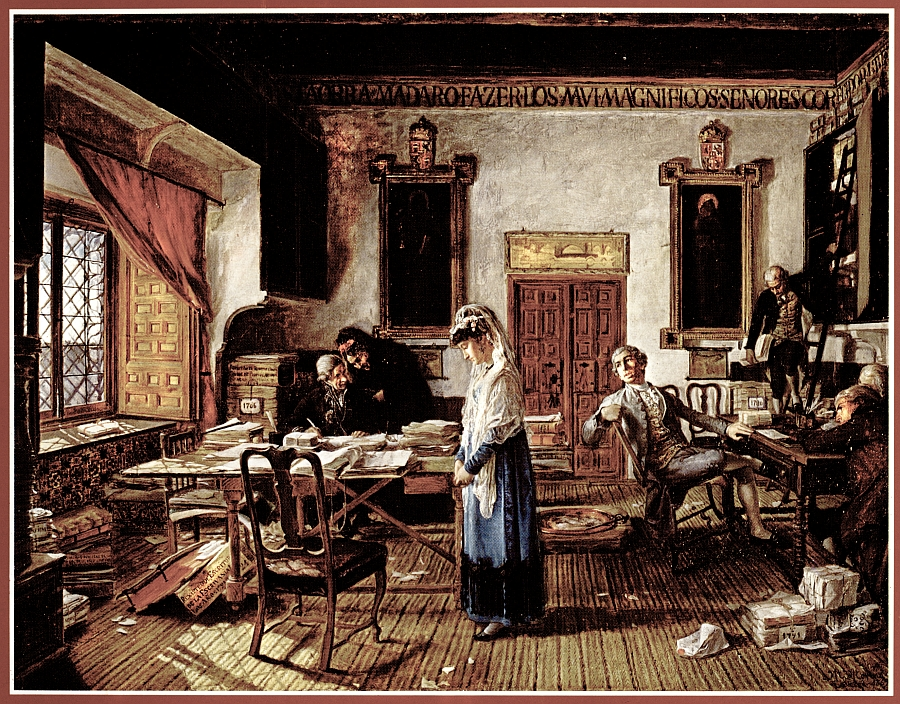
Recreación de la Oficina de contaduría y Archivo en el siglo XVIII. Óleo de Matías Moreno

En 1526, tras los sucesos de las Comunidades de Castilla que debieron suponer la pérdida de parte de la documentación conservada hasta entonces, fue elaborado el libro “Sumario de los previllejos y escrituras de Toledo”, primer intento organizativo serio de los documentos conservados hasta entonces.
Poco después, en 1528, el ayuntamiento toledano acordó ya la manera de distribuir entre los regidores las llaves del arca del archivo.
Posiblemente, entre 1565 y 1570 debió construirse el mueble-archivo, conocido bajo la denominación de archivo secreto. Su contenido fue descrito por entonces en el “Memorial de los previlegios y scripturas”. Este mueble se encontraba empotrado en una de las paredes de la habitación que venía utilizándose como archivo desde el siglo XV. En ella se encontraban otros documentos a los que la ciudad daba menos valor, colocados en legajos sobre estantes de madera. Fuera del Archivo y en las oficinas existían muchos otros documentos bajo la responsabilidad de los escribanos, contadores, mayordomos…
Una Real Provisión de Felipe III en 1619, ordenaba al ayuntamiento de la ciudad que guardara en el archivo los libros capitulares, los procesos acabados, las cuentas y otros papeles importantes que por entonces permanecían en poder del escribano mayor.

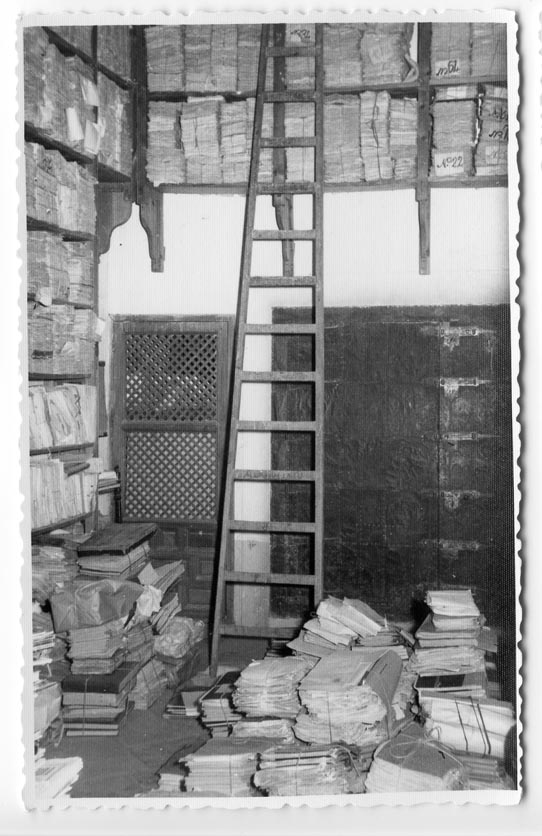
Instalaciones del Archivo hacia 1970 - Foto Flores

Los intentos organizativos se sucedieron a lo largo del siglo XVII, con poco éxito.
La Guerra de Sucesión no debió suponer pérdidas documentales a pesar del trasiego de tropas y de la inestabilidad en el gobierno local.
Hasta bien entrado el siglo XVIII no se abordó su organización y descripción, pero solo de los documentos custodiados en el mueble archivo secreto. Las tareas fueron encomendadas en 1733 al escribano Antonio Díaz Canseco que las concluyó en 1735, elaborando un voluminoso “Libro Becerro”
A partir de la segunda mitad del siglo XIX, concretamente en 1874, el Ayuntamiento de Toledo dispondrá en su plantilla municipal de una persona encargada exclusivamente de organizar, describir y servir la documentación. Y ya en el año 1900 contaba además con la ayuda de varios auxiliares.
En las primeras décadas del siglo XX el archivo municipal ocupaba cuatro salas en el piso principal de las casas consistoriales, con sus paredes llenas de legajos sobre estantes. Empotrado en una de ellas seguía el mueble del archivo secreto, el cual tenía en el inventario de 1735 su principal instrumento descriptivo.
En 1936 podemos atestiguar que el archivo compartía dependencias con el recién creado Museo Municipal de Toledo. La Guerra Civil, que tan duramente castigó a la ciudad, no afectó a los documentos municipales. La ampliación de las dependencias dedicadas a archivo no fue posible hasta finalizada la década de los setenta. Aun así las sucesivas ampliaciones pronto se mostrarían insuficientes dada la continua remisión de documentos desde las oficinas municipales.
En 1999 el Archivo Municipal abandono sus instalaciones en las casas consistoriales al ser trasladado a un edificio de nueva planta, anexo al templo de la antigua parroquia mozárabe de San Marcos convertido en centro cultural. El nuevo archivo tiene una capacidad de depósito de unas 20.000 cajas archivadoras, además de la biblioteca y hemeroteca especializada, duplicando los puestos de lectura y el espacio destinado a conservar los fondos documentales. Con ello se han mejorado las condiciones de instalación y conservación de los documentos municipales, y se ha favorecido su utilización por los investigadores.

## El edificio

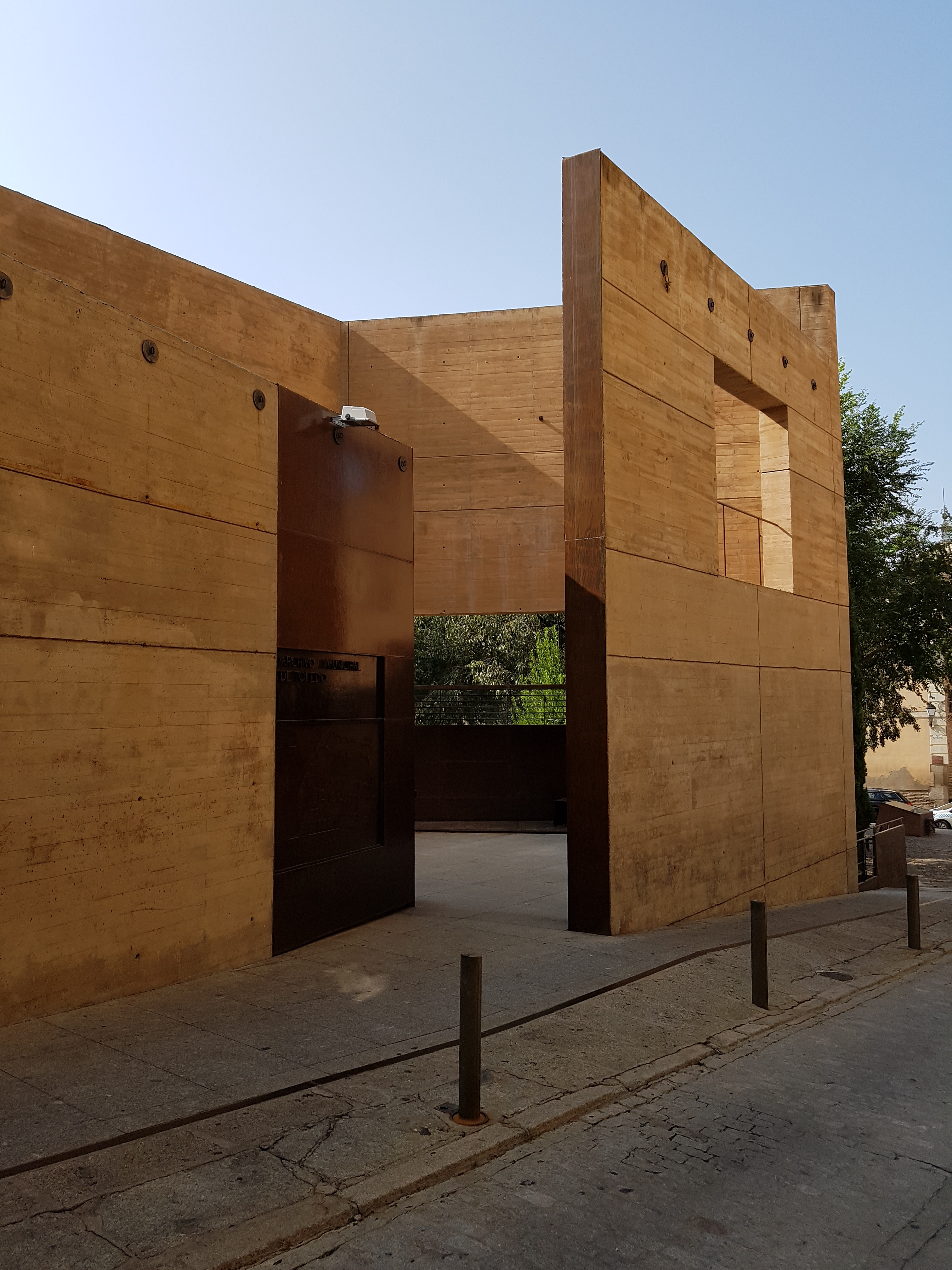
Entrada principal del Archivo Municipal de Toledo

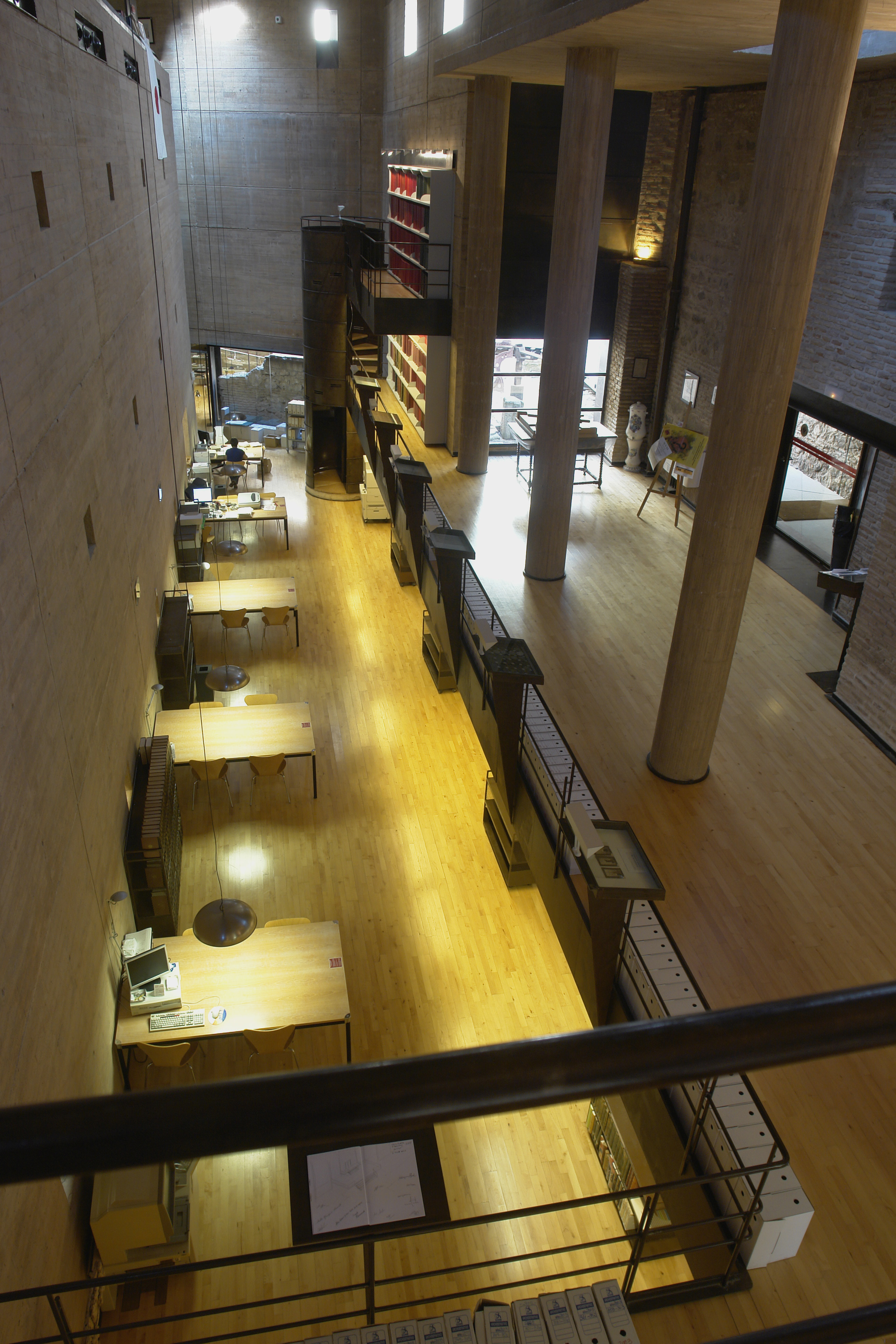
Sala del Archivo Municipal de Toledo

El edificio sede del Archivo Municipal de Toledo fue inaugurado en 30 de noviembre de 1999 con arreglo a un proyecto elaborado por el prestigioso arquitecto Ignacio Mendaro Corsini, contando con la financiación de fondos europeos.
El inmueble obtuvo el “I Premio Castilla-La Mancha de Arquitectura 2001” a la mejor obra pública construida en la región en el bienio 1999-2000, y estuvo seleccionada en el pabellón de España en la XI Biennale di Architettura di Venezia del año 2004. De sus peculiaridades arquitectónicas se han hecho eco revistas de arquitectura italianas como “Casabella”, francesas como “Techniques & Architecture” o “Architecture intérieure. CREE”, inglesas como “He Architectural Review”, y una decena de revistas españolas. Además ha sido objeto de estudio en tres monografías.
En el año 2001, por Decreto 190/2001, de 9 de octubre, de la Consejería de Educación y Cultura de Castilla-La Mancha (DOCM de 19 de octubre de 2001) este edificio obtuvo la calificación de Bien de Interés Cultural.
Su construcción se realizó sobre un espacio que servía de aparcamiento urbano y que anteriormente había estado ocupado, desde el siglo XVII, por dependencias conventuales (claustro, huertas…) de la orden francesa de la Santísima Trinidad. Este convento, conocido bajo la advocación de la Santísima Trinidad, fue desamortizado ya en el siglo XIX y de él solo se conserva su iglesia, convertida en Parroquia Mozárabe de San Marcos y transformada en la actualidad en el centro cultural municipal San Marcos.

El edificio está situado en el centro de la ciudad, muy próximo al Archivo Histórico Provincial, al Archivo de la Catedral y al Archivo Diocesano. Además está comunicado con la institución productora, es decir con el Ayuntamiento, y en concreto con las oficinas municipales de Urbanismo, que son las que más documentos producen y solicitan.

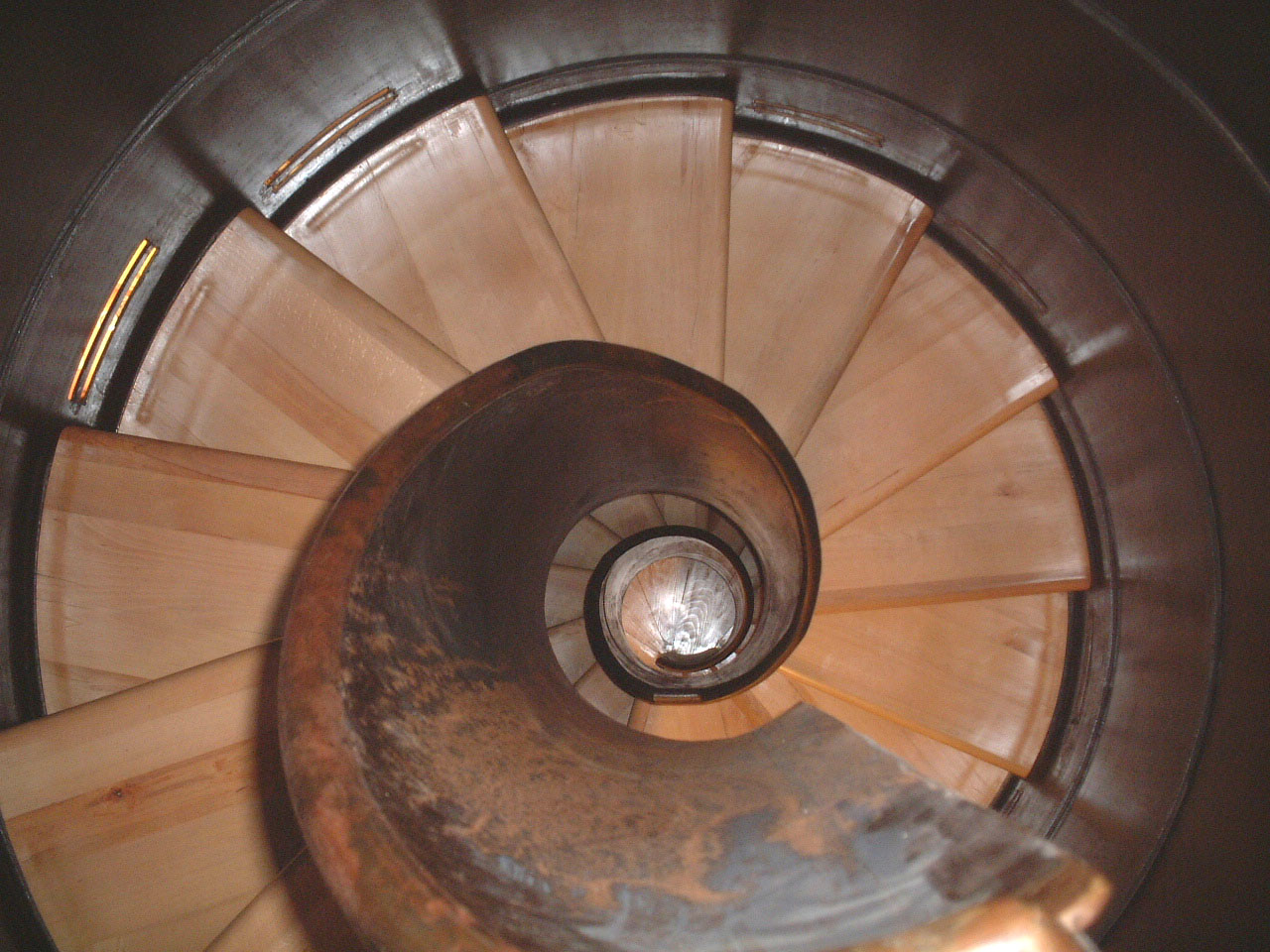
Escaleras de Caracol del Archivo Municipal de Toledo

El Archivo tiene su entrada principal por la calle de la Trinidad. Al cruzar la puerta existe un patio exterior en el que se pueden observar restos de las anteriores edificaciones, en su mayoría medievales. Un gran ciprés da una nota de color a todo ese espacio. A través de una zona abovedada se entra ya en las instalaciones del Archivo. Lo primero que sorprende es un gran espacio, casi rectangular, delimitado por los muros de la iglesia de San Marcos del siglo XVII y por los depósitos de Archivo. El techo de hormigón se encuentra a más de diez metros de altura, lo que da sensación de amplitud. Los materiales constructivos esenciales en todo el edificio son el hormigón tintado, el acero corten y la tarima de madera.
Los documentos se custodian en tres depósitos rectangulares, distribuidos en tres plantas simétricas y dotados con estanterías compactas, con la siguiente capacidad: Depósito de la planta baja (6.120 cajas), depósito de la planta primera (7.920 cajas) y depósito de la planta tercera (7.920 cajas). Las cajas a las que nos referimos son de tamaño folio prolongado.
La actual sala de investigadores se halla situada en un espacio propio, que se abre en la parte izquierda del edificio aprovechando una antigua dependencia del convento trinitario. El despacho de dirección en encuentra en el lado opuesto.

## Fondos y colecciones
El Archivo Municipal de Toledo está constituido por diferentes fondos públicos y privados y por varias colecciones que vamos a describir brevemente.

### Fondos Públicos
Fondo del Ayuntamiento de Toledo

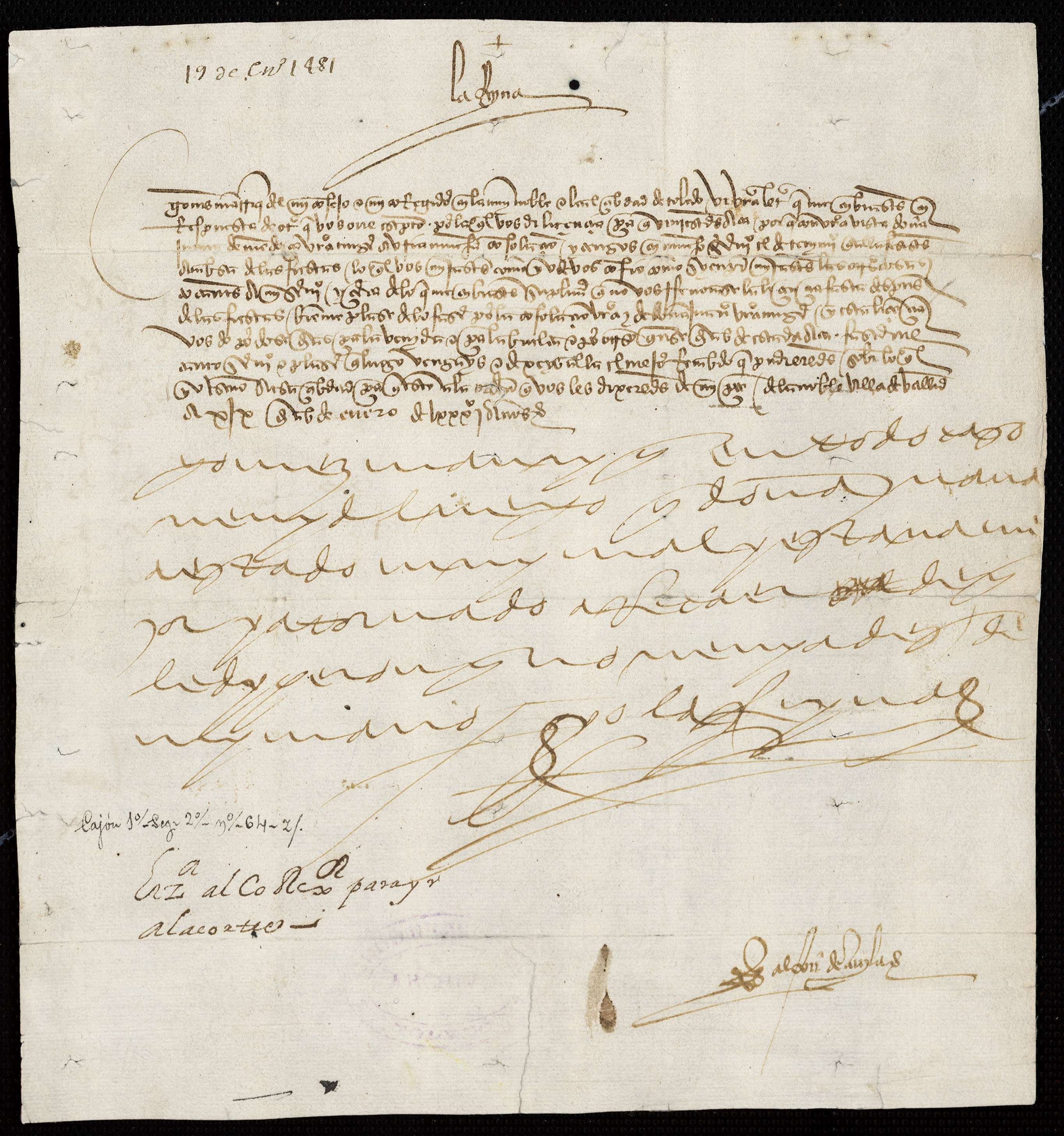
Carta misiva de la Reina Isabel la Católica de 1481 con texto autógrafo

Entre los fondos públicos destacamos por su importancia el Fondo del Ayuntamiento de Toledo. Este fondo contiene documentos desde 1136 hasta la actualidad. Es el originado por la institución de la que depende el Archivo, por lo que es un fondo abierto con incrementos periódicos por transferencia. Está estructurado de antiguo en cuatro agrupaciones facticias: “archivo secreto”, “archivo del cabildo de jurados”, “documentos históricos en legajos” y “libros manuscritos”. A ellas hay que unir, a partir de 1991, los documentos recibidos por transferencias normalizadas y series documentales.
Los documentos que constituyen el archivo secreto se corresponden con los que la ciudad daba más valor y por ello eran conservados en ese mueble tan especial, que se puede contemplar en la actualidad. En él estuvieron desde 1565, aproximadamente, hasta 1980. Ahora se custodian en 167 cajas archivadoras. Su contenido, datado entre 1136 y 1761, está parcialmente reflejado en el libro de E. Pedraza, Catálogo [del] Archivo Secreto (Toledo: Ayuntamiento, 1985), en el que se resume un instrumento descriptivo realizado por el escribano Antonio Díaz Canseco entre los años 1732 y 1735, mejorándolo con la incorporación de índices. De todas formas, ambos trabajos, pueden ser consultados en la web del Archivo.
El “archivo del Cabildo de Jurados” (en realidad, como el anterior, un subfondo) ingresó en el Archivo Municipal en 1837 al desaparecer esta institución que tomaba parte activa en el gobierno municipal. Hoy sus documentos ocupan 38 cajas y 52 libros, datándose desde principios del siglo XV hasta entrado el siglo XIX. Existe una base de datos que incluye los documentos más importantes de este archivo a disposición de los investigadores.

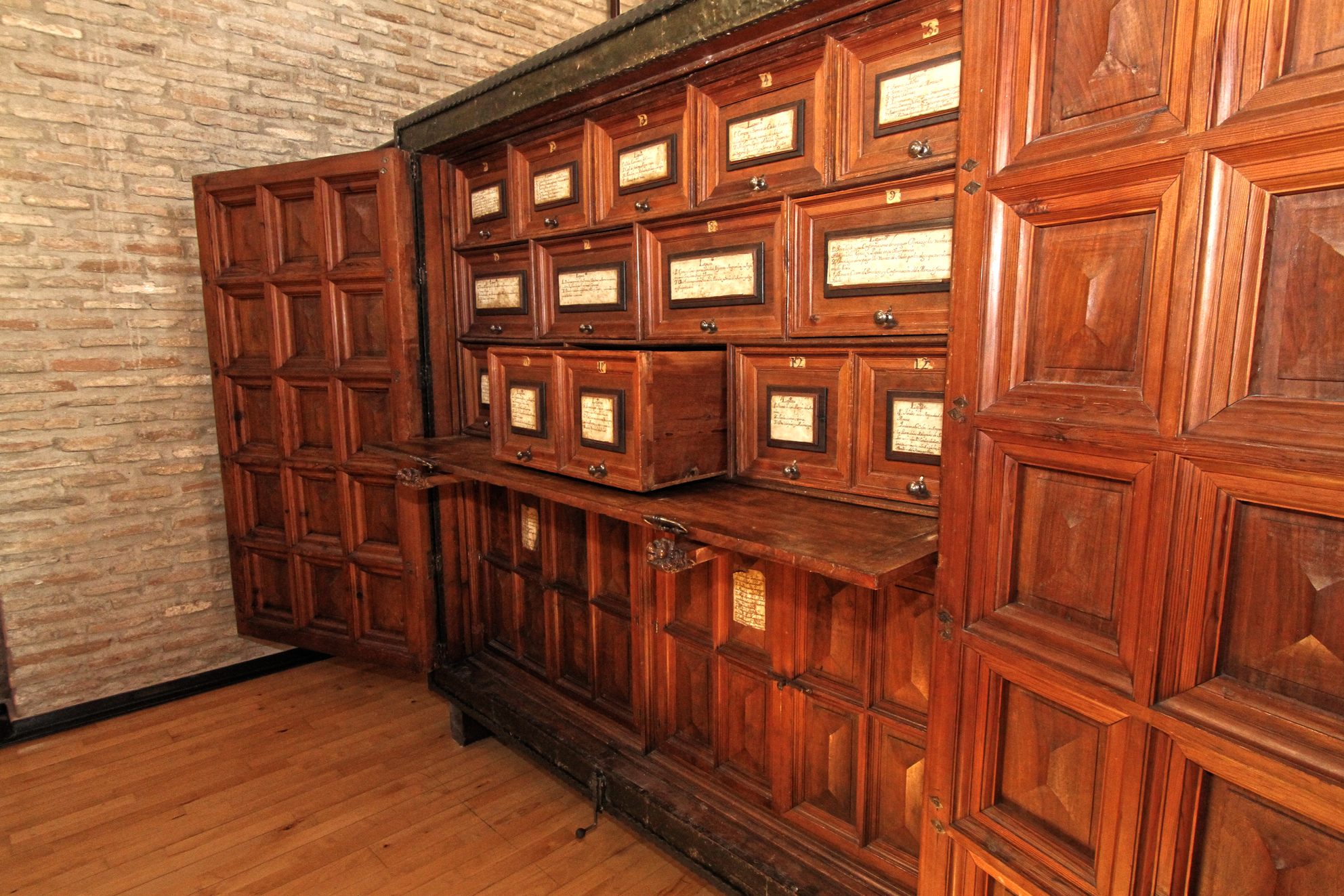
Mueble del Archivo Secreto

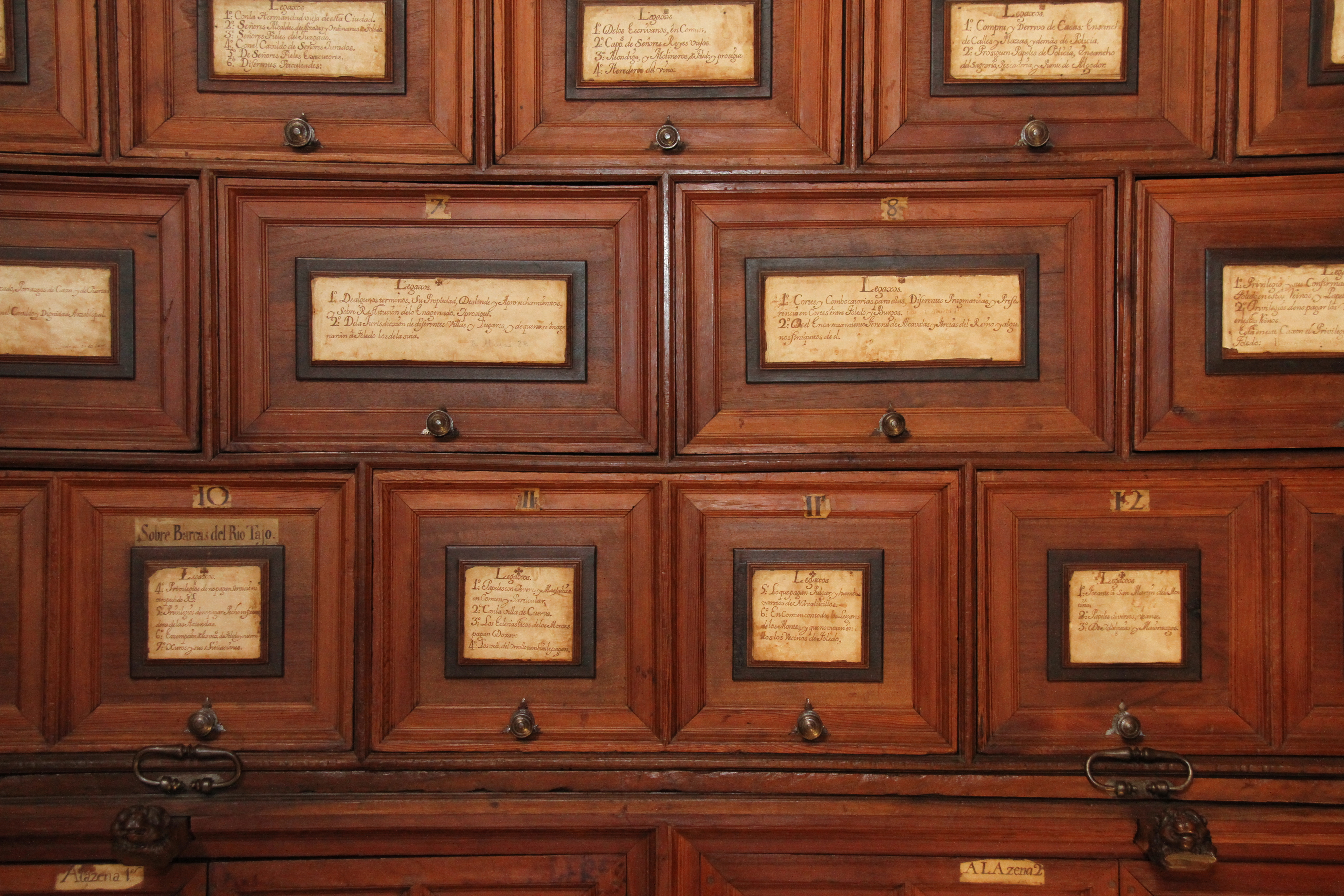
Detalle del mueble del Archivo Secreto

Fuera del mueble del archivo secreto, y ocupando diferentes estanterías de la antigua “cuadra de las escrituras”, se encontraban multitud de documentos conservados en legajos, datados entre el siglo XV y finales de la década de 1980. Fueron “clasificados” siguiendo criterios temáticos, de la A a la Z, ya a principios del siglo XVI y esa “organización” se mantuvo e incrementó en los siglos posteriores. En la actualidad esta agrupación está formada por cerca de 4.000 cajas archivadoras. La información básica sobre su contenido está reflejada en el registro topográfico del Archivo. De sus materias, más de doscientas ordenadas alfabéticamente (de Abastos a Vino), existe un índice en la sala de investigadores, en el que se recogen los datos que figuran anotados en las cajas, y que en general son de una gran pobreza descriptiva, no exenta de errores. Sobre esta documentación se está realizando en los últimos años trabajos de reconstrucción de series documentales, incluida su descripción en algunos casos a nivel de unidad documental como es el caso de la serie de “ordenanzas de oficios y gremios toledanos”, de “padrones municipales de habitantes”, de “pasaportes”… Entre las series que se han reconstruido figuran los “bonos de suministros al ejército francés durante la Guerra de la Independencia”, las “declaraciones juradas para la expedición de títulos o cartas de examen realizadas por los veedores de distintos oficios”, los “títulos o cartas de examen realizadas por los veedores de distintos oficios ante el escribano del Ayuntamiento”, los “expedientes de elecciones para el nombramiento de veedores y examinadores de distintos y otros documentos de control de identidad personal”, los “partes diarios de alojamientos en posadas”, los “expedientes de solicitud de licencia de obra privada”, las “relaciones juradas para la expedición de guías y tornaguías para la venta de tejidos de seda por los fabricantes toledanos en otras ciudades y ferias españolas”, las “solicitudes de permisos para comprar seda”, los “borradores de actas de sesiones plenarias del ayuntamiento de Toledo”, los “estados puntuales o extractos de los registros de ganado yeguar, caballar y mular en pueblos de la jurisdicción de Toledo”, los “despachos de veredas mandadas circular por las autoridades municipales entre los pueblos de la jurisdicción de Toledo”, las “causas criminales seguidas ante el fiel de Juzgado de los Montes de Toledo”, etc. La reconstrucción de estas series ha implicado su clasificación, ordenación y descripción, y de muchas de ellas se ha realizado su estudio archivístico.

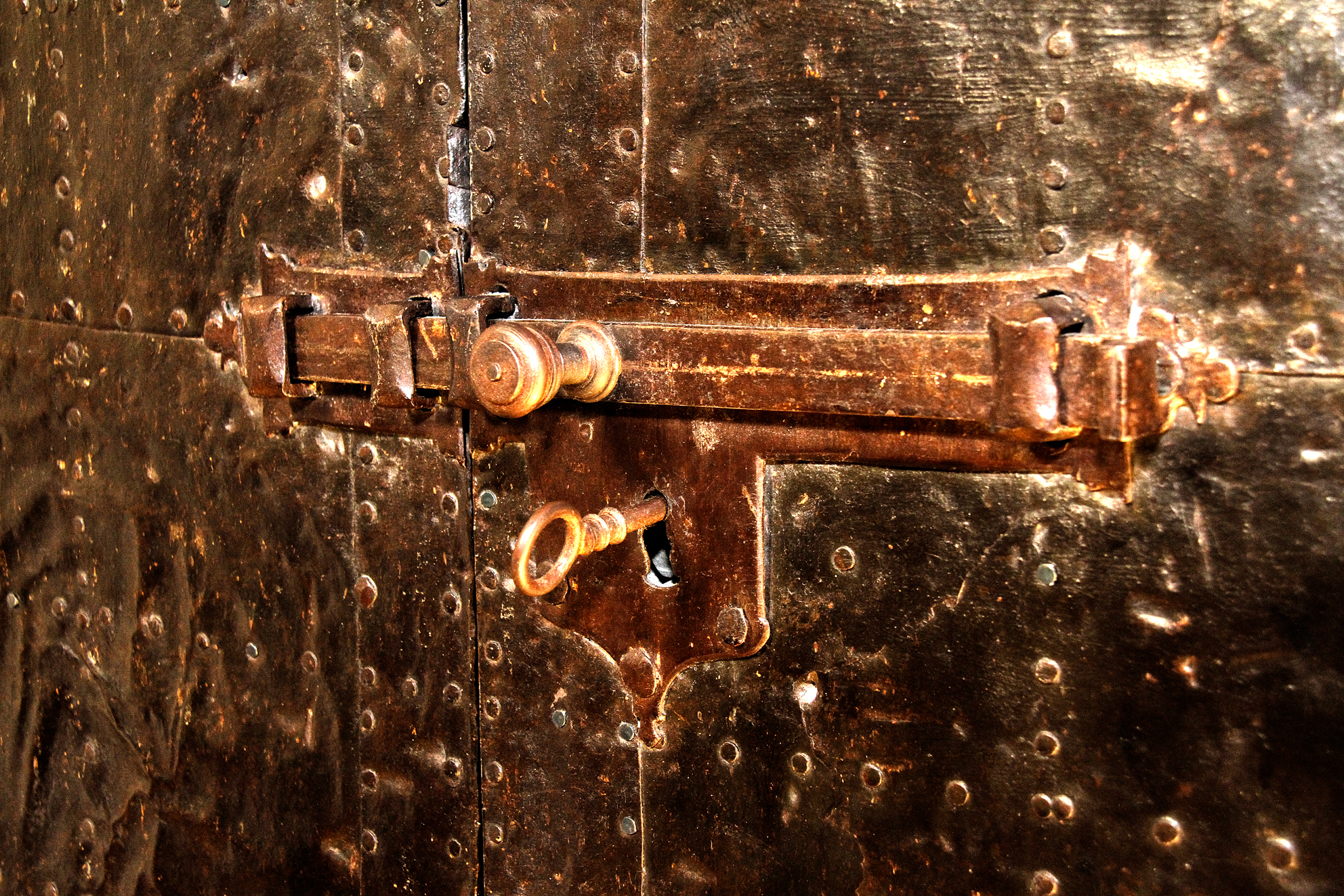
Llave del Archivo Secreto

Los documentos con formato librario recibieron de antiguo dos numeraciones distintas, distinguiendo entre los libros de acuerdos municipales (identificados como “Libros manuscritos, Sección A”) y todos los demás (“Libros manuscritos, Sección B). Los de la Sección A son más de 480 libros datados entre 1526 y la actualidad. Los segundos, más de 800, se fechan mayoritariamente entre la segunda mitad del siglo XV y la primera del siglo XIX. A todos ellos debemos unir los más de 1.600 libros de archivo recibidos desde 1991, por hojas de remisión. De todos ellos existe una descripción básica recogida en bases de datos.
Los documentos ingresados a partir de 1991, fecha de cambio en la dirección del Archivo, han sido clasificados con arreglo a la Propuesta de la Mesa de Trabajo de Archivos de la Administración Local publicada en 1996. A fecha de 31 de diciembre de 2016 se contabilizaban un total de 13.142 cajas archivadoras y 1.595 libros de archivo con este origen, cuyo contenido es accesible a través de diferentes bases de datos existentes en el Archivo reflejadas en cerca de 18.000 hojas de remisión, con las limitaciones establecidas en la legislación vigente.
Si tenemos en cuenta las cifras aportadas en los párrafos anteriores, el fondo del Ayuntamiento de Toledo, con documentos datados entre 1136 y la actualidad, contaba a finales de 2016 con más de 17.650 cajas archivadoras y 2.850 libros. Pero estas cifras crecen cada año.
Documentos de la Fábrica de Armas de Toledo

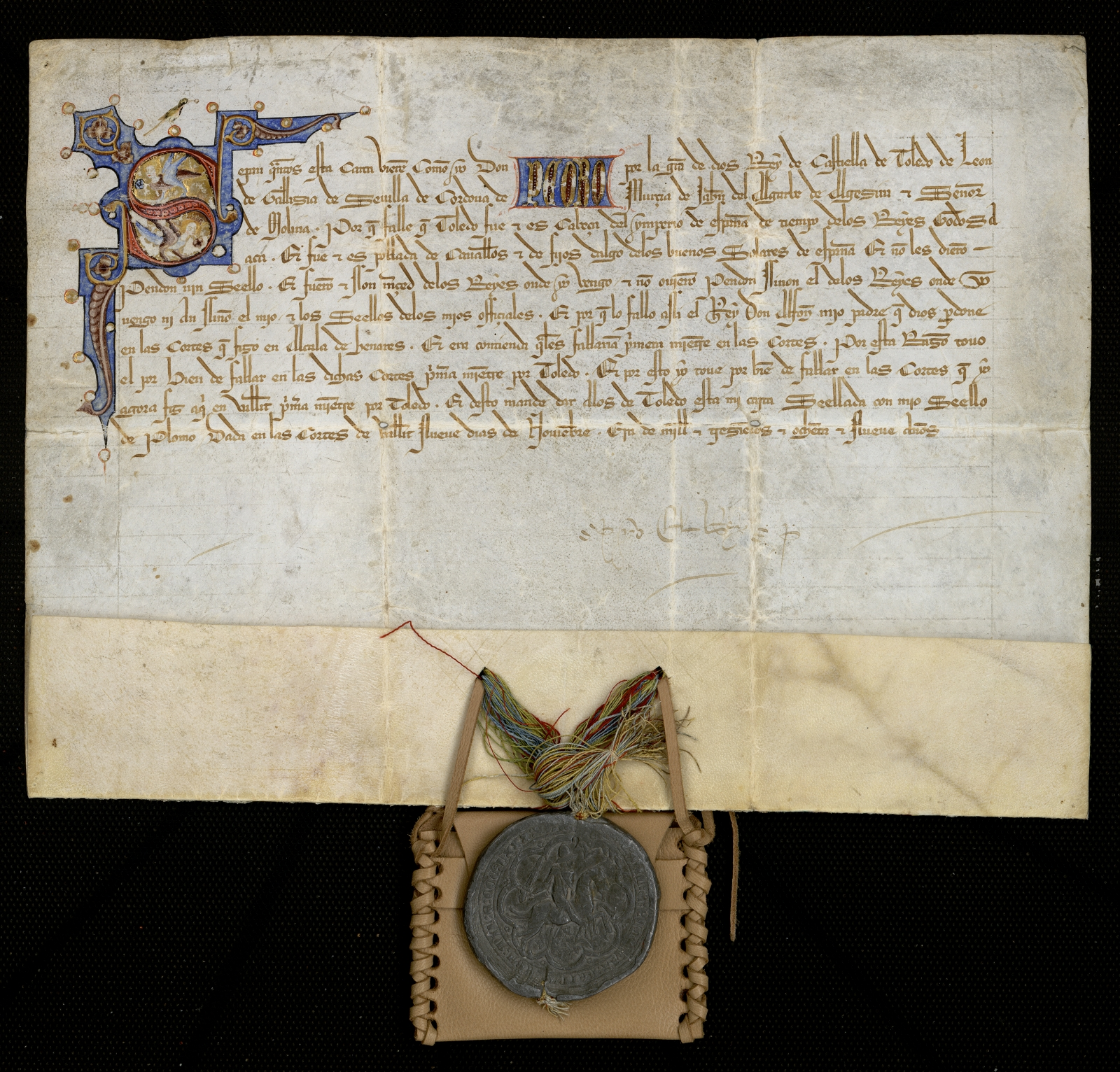
Carta plomada de Pedro I de 1351

En el año 2015, un particular hizo donación al Archivo Municipal de un conjunto de documentos (fotografías, dibujos, planos,…), no siempre originales, junto con algunas publicaciones, recortes de prensa, hojas sueltas de libros… procedentes de la extinta Fábrica de Armas que fueron salvados de su pérdida ya que no se encontraban entre los remitidos al Archivo General Militar de Ávila en 2001. Todos ellos, con gran variedad de formatos, fueron distribuidos en 26 unidades de instalación, cuyo contenido ha sido digitalizado completamente. Por su número, son reseñables las improntas de espadas, casi todas de la segunda mitad del siglo XIX. 

### Fondos Privados

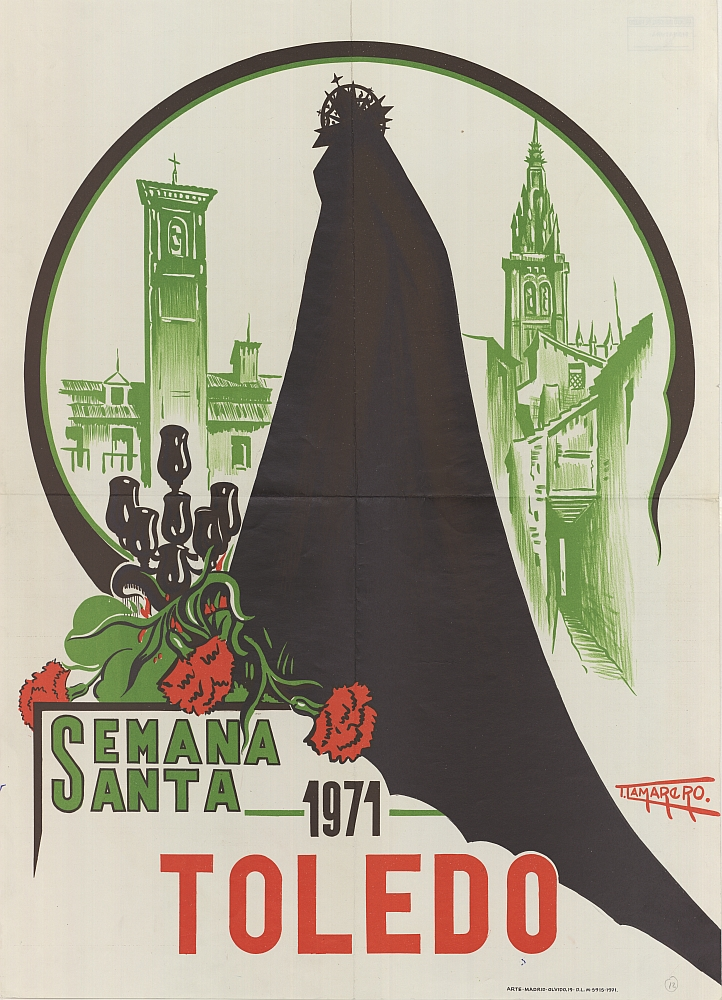
Cartel de la Semana Santa de 1971 realizado por Tomás Camarero

Fondo de las Cofradías de San Pedro, San Miguel y San Bartolomé
Hacia 1840 ingresó en el Archivo Municipal de Toledo el fondo documental generado por las Cofradías de San Pedro, de San Miguel y de San Bartolomé, al asumir el ayuntamiento sus cometidos asistenciales a través de la Junta Municipal de Beneficencia. Está constituido por 66 cajas archivadoras, 152 libros manuscritos y más de cien pergaminos, con documentos datados entre principios del siglo XIV y primeros años del siglo XIX. Dispone de un catálogo parcial realizado en el siglo XVIII descrito como “Índice general de todos los papeles contenidos en este Libro Becerro… de papeles de las Ilustres Hermandades”, y del que sólo se conserva el tomo segundo. Actualmente se han descrito las unidades documentales que forman su serie de expedientes de admisión de hermanos. La mayor parte de los documentos en pergamino han sido restaurados recientemente.
Fracción de fondo de la Cofradía de Nuestra Señora de la Anunciata
Con el mismo origen que el fondo anterior, se conservan en este Archivo documentos generados por esa cofradía que se encargaba de atender con limosnas a los presos de la cárcel. Esta obligación tras las medidas desamortizadoras recayó en el Ayuntamiento. La documentación conservada de esta cofradía, vinculada a la Compañía de Jesús desde el año 1590, comprende cuatro cajas archivadoras que contienen en su casi totalidad las cuentas dadas por diferentes receptores desde mediados del siglo XVIII hasta la mitad del siglo siguiente, con sus justificantes. Además existen trece libros, la mayoría de cuentas, de los siglos XVII al XIX, entre los que destacamos dos que registran los acuerdos de esta congregación entre los años 1730 y 1803.
Fracción de fondo de la Cofradía de San Eloy del Arte de la Platería de Toledo

Este fondo, o mejor dicho fracción de fondo, ingresó en el Archivo el 1 de marzo de 2000 por donación efectuada por Francisco del Río Tordera, que lo custodiaba por herencia familiar. Está constituido en la actualidad por catorce unidades documentales datadas entre los años 1606 y 1935, que han sido descritas en su totalidad y su catálogo está publicado en la revista Archivo Secreto.

Súplica de Doménico Theotocopuli, el Greco, de 1613

Fracción del fondo del Colegio de Enfermería de la Provincia de Toledo
En el año 2011, se recibió en el Archivo una fracción del fondo del Colegio de Enfermería de Toledo constituido por los expedientes personales de sus miembros que, por distintas causas (bajas, fallecimientos…) habían perdido su vigencia administrativa. Está formado por 987 expedientes relativos a Practicantes, A.T.S., Matronas y Enfermeros que ocupan 44 cajas archivadoras. Los más antiguos se inician en 1918. Todos están descritos a nivel de unidad documental en una base de datos específica.
Fondo de la Agrupación Musical Toledana
Los documentos con este origen fueron recibidos en el año 2006, al disolverse esta institución. Se refieren a sus distintas actividades centradas en la promoción de la música en la ciudad de Toledo con la celebración de conciertos y recitales. De ellos suelen conservar folletos anunciadores (trípticos, carteles y fotografías). Ocupa doce cajas archivadoras, con un total de 373 unidades documentales, datadas entre 1980 y 2005, a las que unir cerca de 350 carteles. Todos los documentos están descritos a nivel de unidad documental en sus bases específicas.
Fracción del fondo del Centro de Artistas e Industriales de Toledo
En el año 2009 un ciudadano entregó en el Archivo los documentos que pudo salvar del antiguo Centro de Artistas e Industriales de Toledo, más conocido como Casino. Las unidades documentales, todas ellas descritas, se datan en 1909 y 1978 y ocupan dos cajas archivadoras. En su mayoría son libros de actas y libros registro de socios.
Otros documentos de origen privado

El Archivo conserva, también, algunas unidades documentales procedentes de fondos privados. Destacamos los originados por otras cofradías toledanas (Nuestra Señora de la Pera, Cofradía de la Concepción de María, Cofradía de San José…) que provienen de los recibidos por la Junta Municipal de Beneficencia en el siglo XIX.

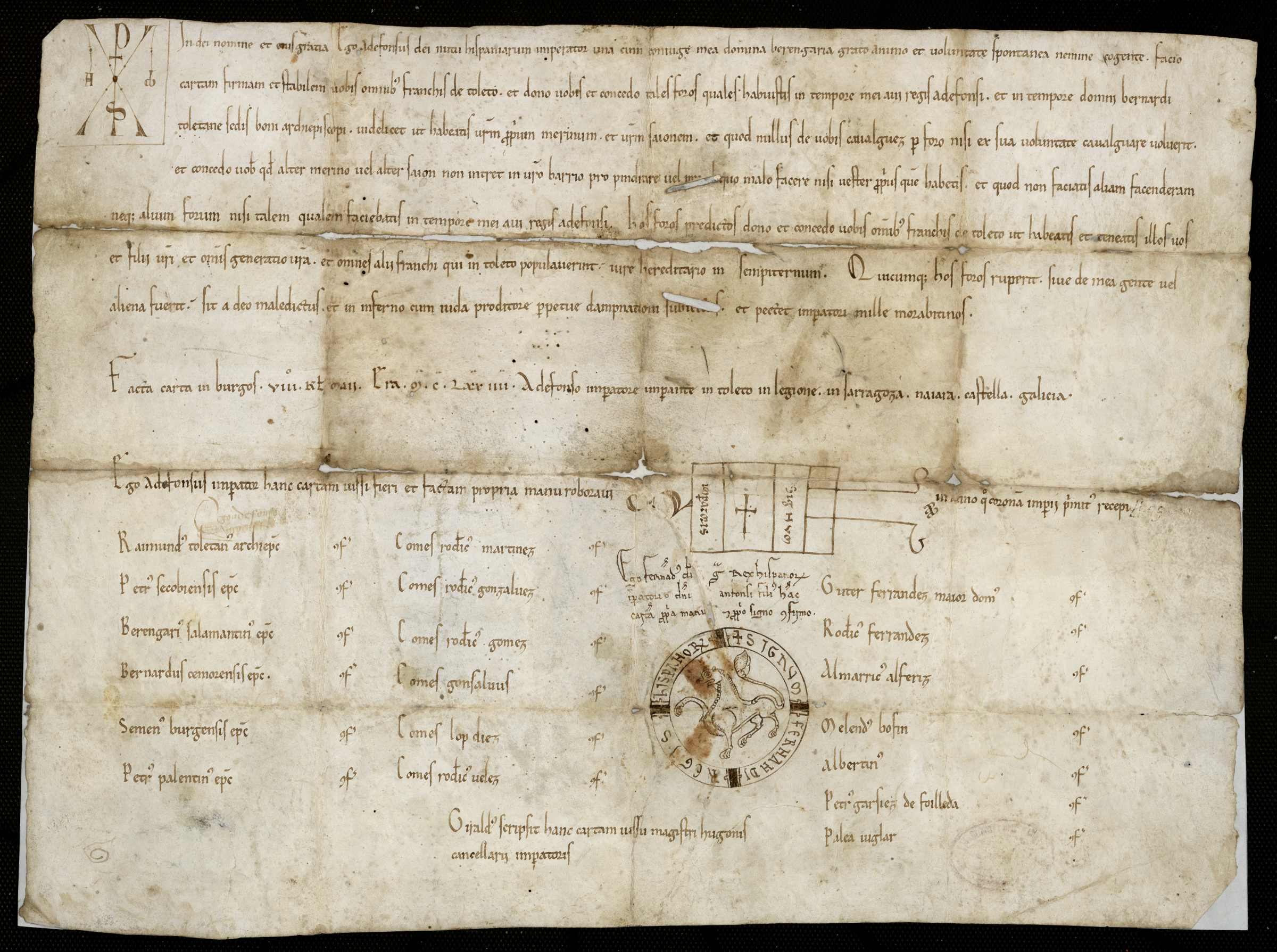
Privilegio signado de Alfonso VII del año 1136

También contiene documentos procedentes de instituciones como el Colegio Oficial de Agentes de la Propiedad Inmobiliaria de Toledo (Años 1951-1959, 1 caja), del Montepío de Funcionarios Municipales (1929, dos cuadernillos), de la Asociación de Funcionarios Municipales de la Provincia de Toledo (1909-1920, una caja), de la Asociación de Caballeros de Carlos III e Isabel la Católica en Toledo (1879-1928; un libro), de “La Toledana. Sociedad Tauromáquica” (1863, veinte recibos de cuotas mensuales pagados por sus socios), de la Asociación Anti-Agresión Aérea de Toledo (1934-1935, una caja)… Y de algunas personas, caso de Luis Tapia (secretario de la Intendencia de Toledo entre 1795-1808; una caja), de Alberto Adatto (judío sefardí norteamericano que donó a Toledo varias colecciones de monedas y publicaciones de Estados Unidos conservadas en tres cajas), de Guillermo Téllez (profesor toledano que donó a Toledo buena parte de su biblioteca y su colección de programas y recortes de prensa, datados entre 1912 y 1970, y que se conservan en dos cajas archivadoras), de Clemente Palencia Flores (archivero municipal de Toledo del que se conservan algunos de sus escritos originales en una caja archivadora, datados aproximadamente entre 1940 y 1980), de Angel Sánchez Aguilera (toledano que donó a la ciudad su colección de fotografías y sus escritos, fechados aproximadamente entre 1950 y 1985 que ocupan tres cajas archivadoras)…

A todo lo mencionado habría que unir los protocolos notariales del escribano Francisco Rodríguez de Canales (años 1552-1553) y del escribano Juan Sotelo (1556) conservados en dos cajas archivadoras.

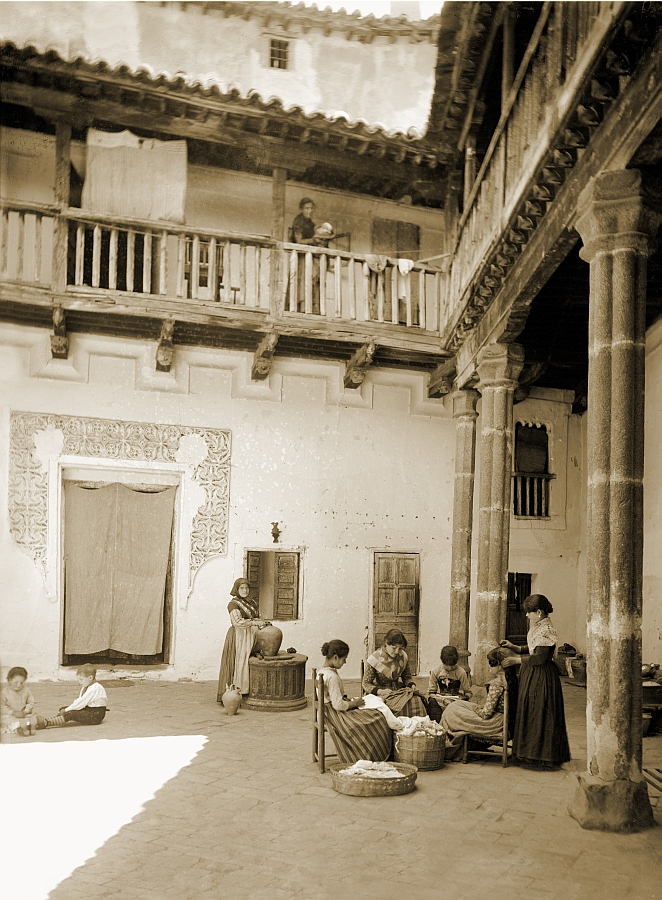
Escena vecinal en un patio de la calle de la Merced hacia 1885 - Foto Casiano Alguacil

Fondo fotográfico de Casiano Alguacil
En 1914 ingresó en el Archivo Municipal el fondo generado por el fotógrafo Casiano Alguacil constituido entonces por más de 800 placas de vidrio originales, datadas en su mayoría entre principios de la década de 1880 y el año 1903. Con el tiempo se ha incrementado con más fotografías de este autor (positivos en papel) hasta alcanzar las 1.173 imágenes conservadas en la actualidad y que pueden contemplarse en la web municipal.
Fotografías del Ya de Toledo
En 1997 ingresó en el Archivo Municipal un conjunto de fotografías, en diferentes formatos y de distintas autorías, que procedían del periódico local Ya de Toledo, desaparecido poco tiempo antes, merced a gestiones realizadas con el propietario del inmueble. Ese conjunto lo formaban fotos que no se llevaron las personas que trabajaban en el periódico tras cesar en su edición. Es decir, no es sino una fracción del fondo fotográfico. En total se conservan con este origen unos 6.000 negativos y 12.350 positivos en papel, datados, casi en su totalidad, entre 1980 y 1996. Todos ellos están digitalizados. En su gran mayoría están protegidas por la Ley de Propiedad Intelectual. 

### Colecciones
A las colecciones facticias propias (carteles, mapas y planos, grabados, bandos, postales…) debemos unir la conservación en el Archivo de dos colecciones singulares:

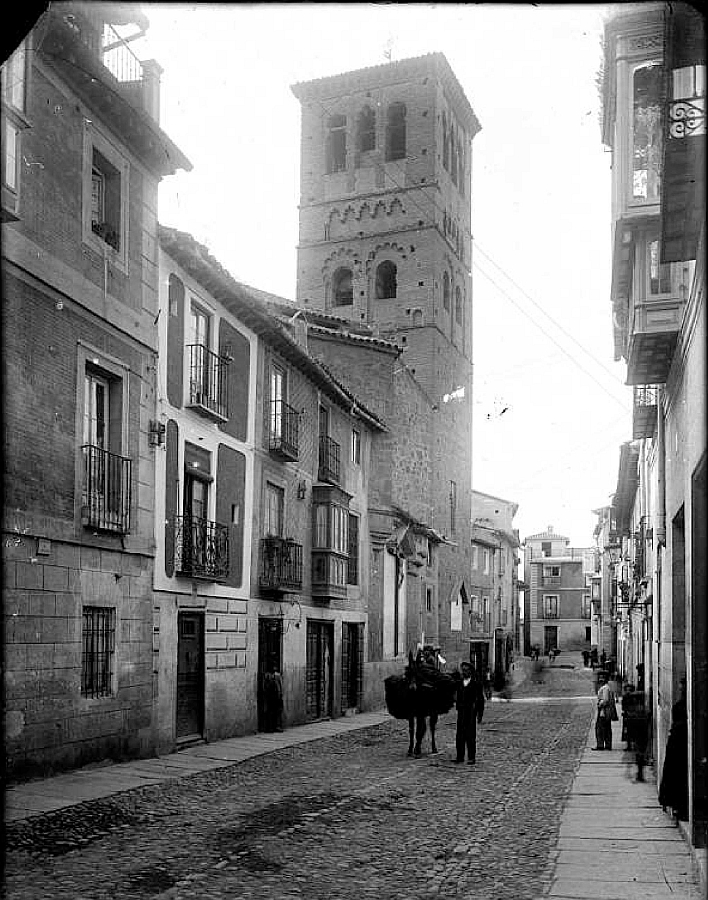
Calle de santo Tomé hacia 1910 - Foto Abelardo Linares - Colección Antonio Pareja

Colección fotográfica de Antonio Pareja
El conocido fotógrafo y editor toledano Antonio Pareja ha cedido para uso municipal buena parte de la colección de fotografías adquiridas a lo largo de su vida y con distintos orígenes y formatos. En total son 3.500 fotografías (1.228 negativos plásticos, 620 placas de vidrio y 1.662 fotos en papel) que abarcan la casi totalidad del siglo XX. Todas ellas están digitalizadas. No están accesibles al público, salvo las realizadas por el estudio de Abelardo Linares. Su utilización requiere autorización del propietario.
Colección de Luis Alba

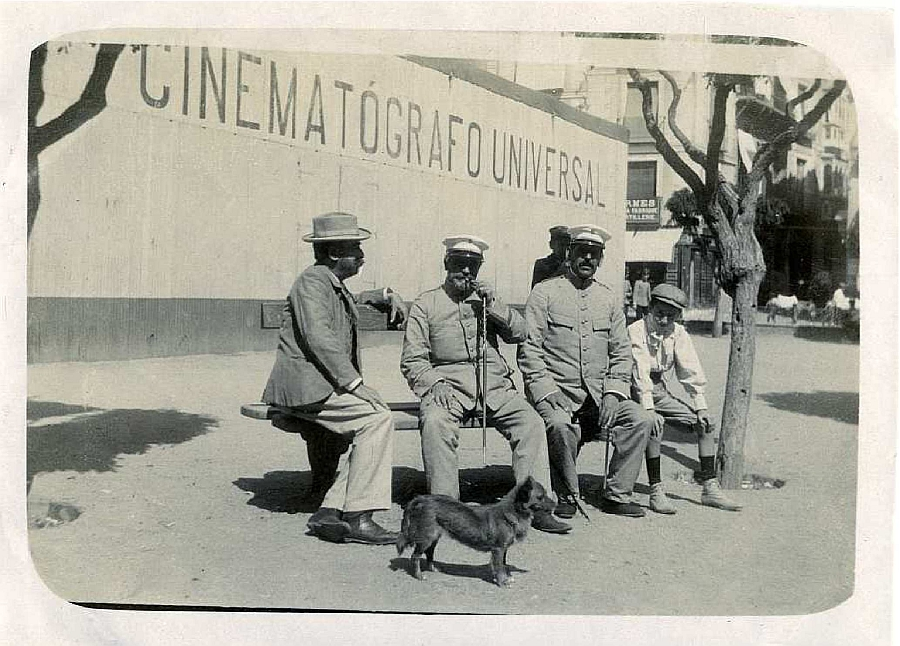
Cinematógrafo Universal en la Plaza de Zocodover en 1905 - Colección Luis Alba

Por acuerdo plenario de 3 de julio de 2006, el Ayuntamiento de Toledo decidió adquirir la colección formada a lo largo de toda su vida por el bibliófilo Luis Alba González, que a efectos administrativos y económicos fue dividida en tres lotes. Esto, junto con la variedad y singularidad de la colección que abarca cualquier manifestación documental y bibliográfica relacionada con Toledo impide, por ahora, una cuantificación precisa.
Basta indicar que está formada por más de 5.000 fotografías en papel relacionadas con Toledo (inauguraciones, estrenos teatrales, exposiciones, grupos, visitas reales, desfiles militares, corridas de toros…), desde 1852 hasta 2006, con distintos tamaños y realizadas por importantes fotógrafos como Laurent, Clifford, Alguacil o Rodríguez. También Entre sus formatos destaca la existencia de unas 1700 placas de vidrio, unas 400 diapositivas, más de 10.000 postales fotográficas.
Entre los documentos textuales que forman esa colección, también con distintos orígenes, destacamos el primer libro de actas de la Sociedad Económica de Amigos del País de Toledo (1776-1816) y las de la Academia de Dibujo de Santa Isabel (1817-1861).

## Información
El Archivo municipal esta abierto al público los días laborables, de lunes a viernes, de 9 a 14 horas. Es de libre acceso a todos los ciudadanos que deseen consultar sus documentos, con las limitaciones establecidas en la normativa legal vigente sobre transparencia, patrimonio histórico, propiedad intelectual, derecho de los contribuyentes, protección de datos de carácter personal, etc. La consulta de los documentos en la sala por parte de los usuarios se realizará con el cuidado y atención requeridos, siguiendo las indicaciones del personal de Archivo y las normas de sala.
El edificio está acondicionado para personas con movilidad reducida. No existe ningún escalón entre la sala de investigadores y la entrada del Archivo para favorecer la asistencia de personas que necesitan silla de ruedas.

### Servicios a los ciudadanos
Servicios de ayuda a la investigación

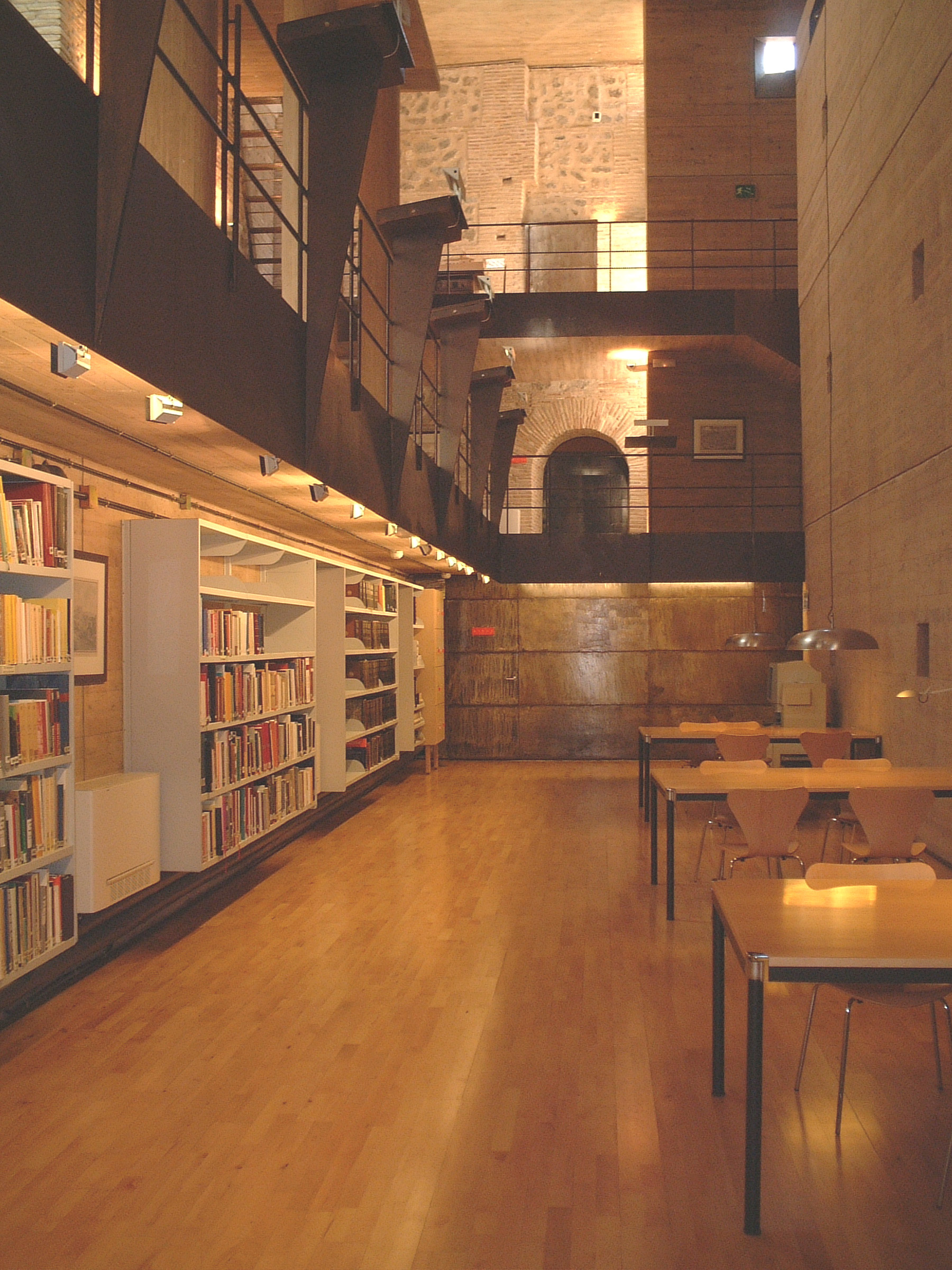
Sala del Archivo Municipal de Toledo

El Archivo dispone de una sala para los usuarios externos dotada de 6 puestos de lectura para consulta de los documentos originales. En ella existe conexión eléctrica para los que utilicen portátiles. También dispone de otros 2 puestos para el acceso al contenido de los documentos ya digitalizados a través de los respectivos ordenadores.
El Archivo presta servicio de asesoramiento sobre patrimonio documental relacionado con Toledo por las vías habituales.
Cuenta, además, con una muy buena biblioteca y hemeroteca, especializada en temática toledana, al servicio de los usuarios y con acceso directo, o vía web, a sus descripciones. Las publicaciones no se prestan al exterior. Solo pueden consultarse en sala.
Entre los documentos más consultados se encuentran su colección de mapas y planos de la ciudad, y sus decenas de miles de fotografías, accesibles, en buena medida, en su web.
También se atienden consultas no presenciales, que impliquen el envío de copias de documentos, siempre que el peticionario de información adecuada sobre lo que precisa y abone las tasas correspondientes.
El personal del centro atiende las consultas directas preferentemente en castellano.
Servicios de reproducción
El Archivo permite a los ciudadanos que puedan utilizar sus propias cámaras fotográficas, u otros dispositivos, para realizar las copias por las que estén interesados, previa autorización. No podrán hacerlo en documentos, o publicaciones, en que así lo determine la normativa vigente en materia de acceso (propiedad intelectual, protección del honor…).
No se permite reproducir libros o series documentales completas directamente por los ciudadanos. Estas tareas se llevan a cabo por el personal del Archivo.
El Archivo, a petición de los interesados, puede realizar reproducciones directas del original en papel (Tamaño A-4 o A-3) o en digital (TIF, JPEG, PDF) en diferentes tamaños y resoluciones. El coste de cada una de ellas para los usuarios se establece anualmente en las ordenanzas fiscales aprobadas por el Ayuntamiento de Toledo.
La solicitud de copias puede hacerse de manera presencial o por correo electrónico. Una vez presupuestado el coste de la reproducción solicitada, el ciudadano debe cumplimentar el impreso correspondiente (entregado o remitido por el Archivo) en donde debe recoger sus datos personales e identificar claramente los documentos que quiere reproducir. Después deberá hacer el ingreso de la cantidad presupuestada en la cuenta bancaria municipal que se le indique. Recibido en el Archivo Municipal el resguardo del ingreso efectuado y el impreso cumplimentado se le enviará la copia de los documentos solicitados por correo postal o electrónico. Para otras formas de pago (tarjeta…) deberá ponerse en contacto con el Archivo Municipal.

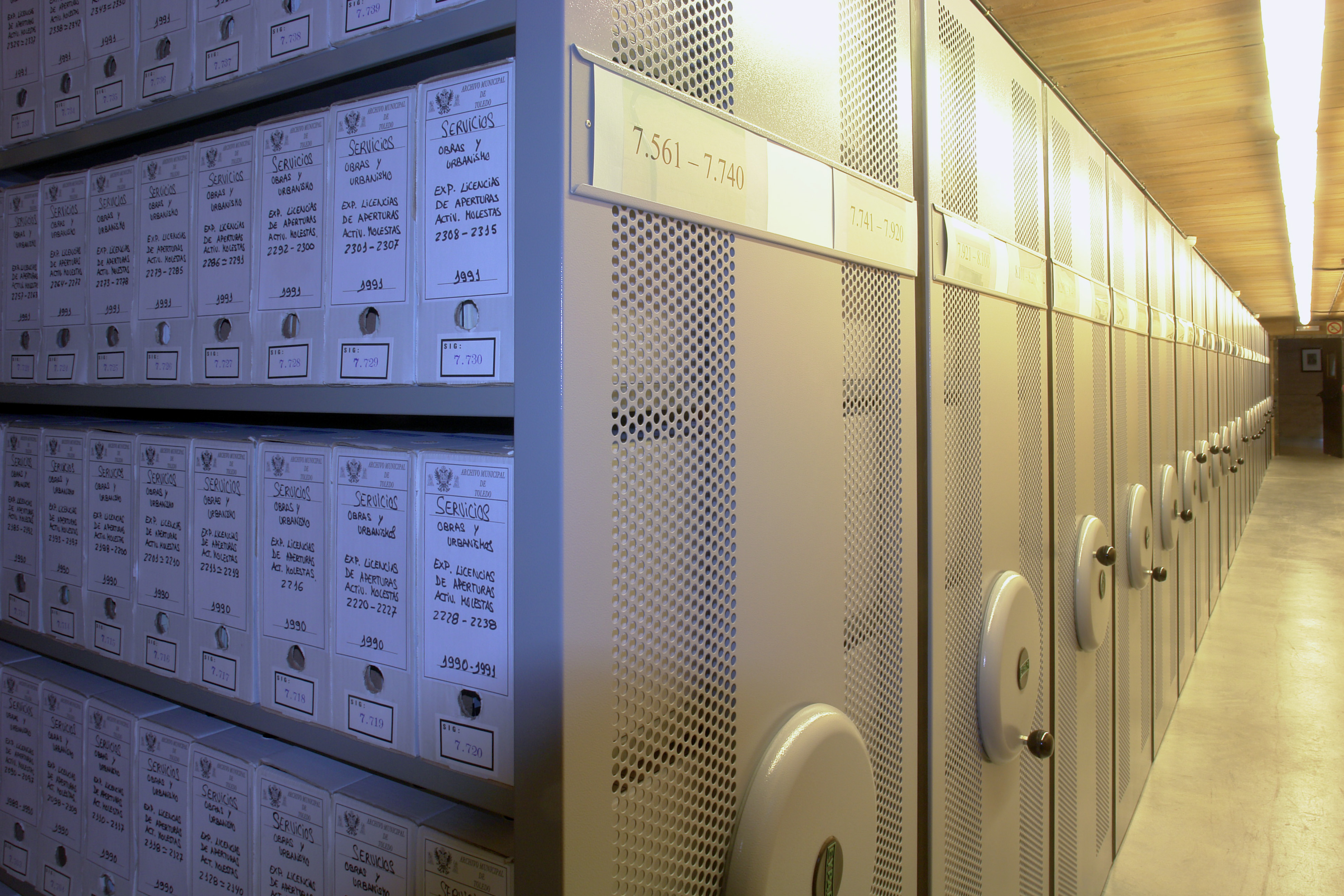
Depósito de documentos del Archivo Municipal de Toledo

En la ordenanza fiscal municipal relacionada con la expedición de copias de documentos del Archivo se establecen diferencias en el coste de estas según si el solicitante las precisa para un uso privado (consulta e investigación) o para un uso público (todo tipo de publicaciones). Estas últimas se entregan a mayor calidad de resolución.
Todos los ciudadanos que utilicen copias de documentos del Archivo Municipal en sus publicaciones deberán entregar un ejemplar de éstas para su incorporación en la biblioteca especializada.
Las condiciones para la realización de reproducciones en el Archivo y, en concreto, para su uso público están contempladas más extensamente en el Reglamento del Archivo Municipal de Toledo (BOP de Toledo de 2 de agosto de 2002), en concreto en los artículos 12 y 13.
Espacios públicos
El Archivo dispone de varios expositores dentro de sus instalaciones en donde pueden observarse algunos documentos originales de interés. También realiza sus propias exposiciones físicas o virtuales y colabora en las organizadas por otras instituciones con la cesión de los elementos del patrimonio documental, bibliográfico y artístico que custodia, previa la formalización de expediente oportuno.
Los colectivos que quieran realizar visitas organizadas a sus instalaciones deberán tener en cuenta lo establecido en el art. 18.5 del Reglamento del Archivo (solicitud previa, horarios concretos, grupos de no más de 25 personas…)